# گنزالو رودریگز (بازیکن فوتبال، زاده ۱۹۹۱)
گنزالو رودریگز (انگلیسی: Gonzalo Rodríguez؛ زادهٔ ۲۷ ژوئن ۱۹۹۱) بازیکن فوتبال اهل اسپانیا است.